# Kurta-vízesés
A Kurta-vízesés (románul: cascada Scurtele) Románia legmagasabb vízesése; szintkülönbsége 293 méter.

## Elhelyezkedése
A Retyezát-hegység közelében elhelyezkedő Godján-hegységben található, megközelítése nehézkes.

## Leírása
A vízesés 293 méter magasságból zúdul alá több lépcsőben. 